# Iah

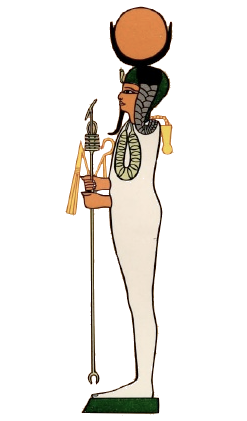
Disegno raffigurante Iah

Iah era il nome che gli antichi egizi attribuivano alla luna.
| i | D36 | V28 | N11 |

 ỉˁḥ - iah

Iah era, di norma, associata a Thot che era visto come divinità del sole morto (la Luna).
Esistono tracce di un culto di Iah, come divinità lunare, sulla riva occidentale del Nilo nei pressi di Tebe.
Iah, durante soprattutto la XVIII dinastia, compare in nomi di sovrani e di regine nella forma 
| N11 · ms | s |

 oppure 
| N11 · ms |

ỉˁḥ ms - nato da Iah

esempi di ciò sono Ahmose I, Ahmose Nefertari, Ahmose Meritamon, Ahhotep I e Ahhotep II.